# 307 TCN
307 TCN là một năm trong lịch La Mã.